# Notobryon bijecurum
Notobryon bijecurum is een slakkensoort uit de familie van de Scyllaeidae. De wetenschappelijke naam van de soort is voor het eerst geldig gepubliceerd in 1937 door Baba.